# Химна Придњестровља
Славимо те, Придњестровље (рус. Мы славим тебя, Приднестровье, укр. Ми славимо тебе, Придністров’я, мол. Слэвитэ сэ фий, Нистрене) је национална химна непризнате Придњестровске Молдавске Републике.
У званичним приликама химна се изводи на руском језику.

## Текст на руском
| руски | украјински | молдавски |
| --- | --- | --- |
| Мы славу поём Приднестровью, Здесь дружба народов крепка, Великой сыновьей любовью Мы спаяны с ним навека. Восславим сады и заводы, Посёлки, поля, города — В них долгие славные годы На благо Отчизны труда. Рефрен: Пронесём через годы Имя гордой страны И Республике свободы Как правде, мы будем верны. Мы славим родные долины, Седого Днестра берега. О подвигах помним былинных, Нам слава отцов дорога. Восславим мы всех поимённо, Погибших за наш отчий дом. Пред памятью павших священной Отечеству клятву даём. Рефрен. (2х) | Ми славимо край Придністров’я, Де люди пишаються тим, Що дружбою, ладом, любов’ю Навіки пов’язані з ним. Прославимо наші заводи, Широкі лани і міста, Тут чесно працюють народи На благо Вітчизни труда. Рефрен: Через доли і води Пронесемо ім’я Ми Республіки свободи, Хай живе тут народів сім’я Ми славимо рідні долини, Красоти Дністра берегів, І нам не забути билини Про подвиги наших батьків. Прославимо всіх поіменно Полеглих за наш отчий дім, Де пам’ять загиблих священна, Вітчизні співаємо гімн. Рефрен. (2х) | Трэяскэ Нистрения-мамэ, О царэ де фраць ши сурорь, Че драгосте фэрэ де сямэн Ць-о дэруе фийче, фечорь. Кынта-вом ливезь ши узине, Ораше, кэтуне, кымпий, Ку еле ши-н зиуа де мыне О, царэ, просперэ не фий! Рефрен: Прин време пурта-вом Нумеле мындрей цэрь. Ту, Република либертэций, Ешть крезул ын пашниче зэрь. Кынта-вом ши вэй, ши колине, Лучеферь дин Ниструл кэрунт, Баладе'нцелепте, бэтрыне, Че'н вякурь дестойничь не-ау врут. Слэви-вом ероикул нуме, 'Н ачя бэтэлие кэзут Ши'н фаца меморией сфинте Ной цэрий журэм сэ-й фим скут! Рефрен. (2х) |